# 达尼埃尔·瓦谢
达尼埃尔·瓦谢（法語：Daniel Vachez，1946年10月3日—2021年3月15日），法国政治人物，国民议会议员。

## 生平
1946年生于罗讷省里昂，在法國巴黎銀行工作，活跃于工会和劳工组织。1974年移居塞纳-马恩省努瓦谢勒。1976年当选努瓦谢勒市议会议员，1977年3月开始担任副市长，1980年至2017年担任市长。1997年至2002年，担任国民议会议员。2021年3月15日逝世。